# Massif Vinson
Pour les articles homonymes, voir Vinson.
Vous lisez un « bon article » labellisé en 2009.  Il fait partie d'un « thème de qualité ».
Le massif Vinson, ou mont Vinson pour désigner au sens strict son plus haut sommet, est le point culminant de l'Antarctique avec 4 892 mètres d'altitude,,. Découvert en 1958 au cours d'un survol aérien, il n'a été gravi pour la première fois qu'en 1966 par Nicholas Clinch et trois autres alpinistes. Depuis, environ 1 100 personnes ont atteint son sommet, qui doit sa renommée à son inclusion dans la liste des sept sommets, laquelle regroupe les points culminants des sept continents.

## Toponymie
Le massif et le mont Vinson tirent leur nom de Carl Vinson, représentant démocrate de la Géorgie à la Chambre des représentants des États-Unis, président de la House Naval Affairs Committee puis de la House Armed Services Committee et fervent défenseur de l'exploration de l'Antarctique entre 1935 et 1961,.
La montagne est officiellement appelée « massif Vinson », en anglais Vinson Massif, bien que « mont Vinson », en anglais Mount Vinson, qui désigne le sommet en lui-même puisse parfois la désigner dans son ensemble.

## Géographie

### Localisation

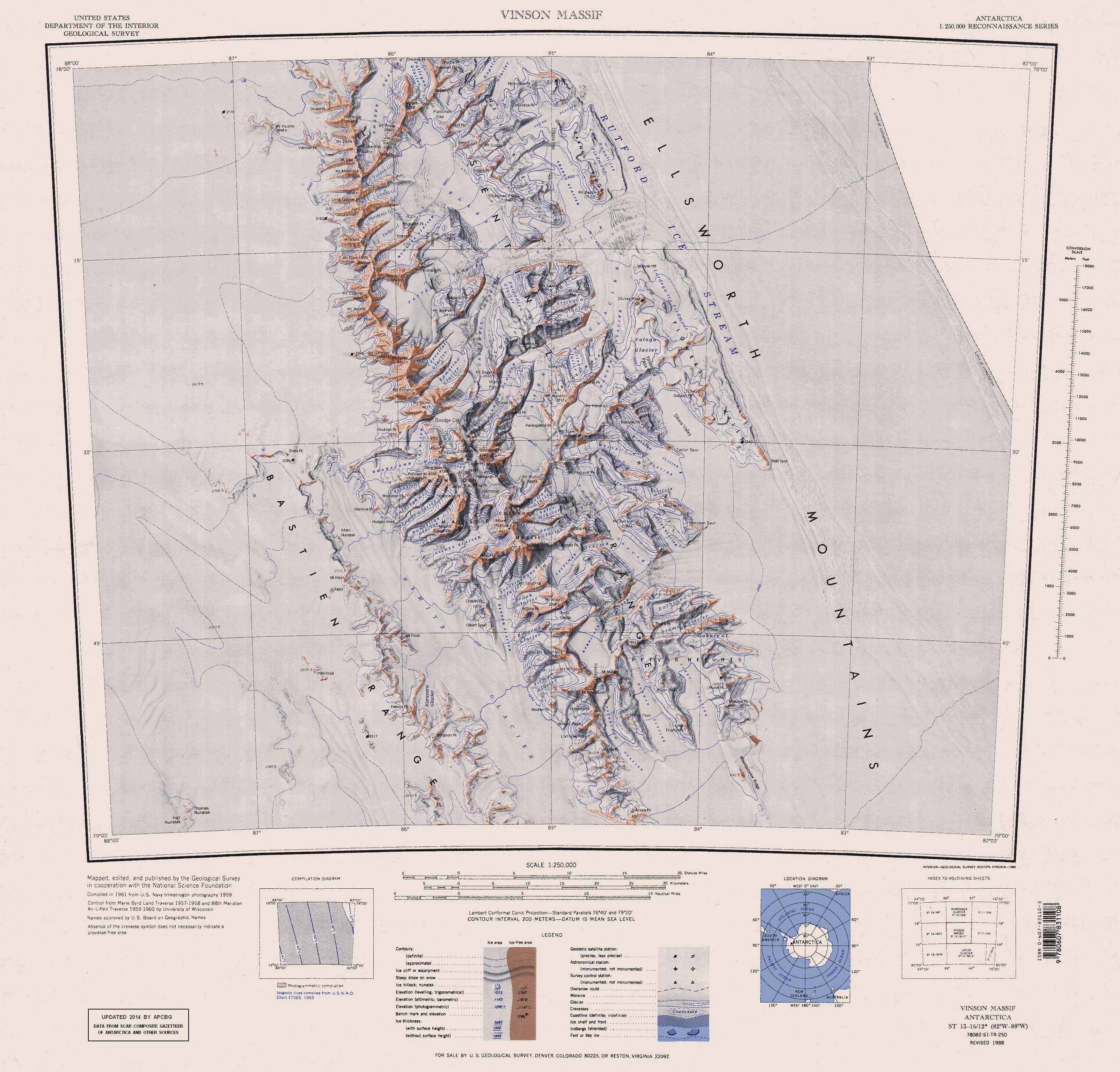
Carte topographique d'une partie des monts Ellsworth avec le massif Vinson au centre gauche.

Le massif Vinson est situé en Antarctique occidental ce qui l'inclut dans l'hémisphère ouest,. Il se trouve dans la partie est de la terre d'Ellsworth, elle-même délimitée par la mer de Bellingshausen à l'ouest, la péninsule Antarctique au nord-ouest, la barrière de Filchner-Ronne qui recouvre une partie de la mer de Weddell au nord et la terre Marie Byrd au sud. Le massif Vinson est le point culminant du massif Sentinel qui constitue la partie septentrionale des monts Ellsworth,,,,,.
Distant d'environ 1 200 kilomètres à vol d'oiseau du pôle Sud, le mont Vinson est entouré par le pic Hollister distant d'un peu moins de deux kilomètres à vol d'oiseau en direction du sud, les monts Shinn et Tyree respectivement à environ huit et quinze kilomètres à vol d'oiseau vers le nord, le glacier Crosswell au nord-nord-est, le glacier Dater à l'est, les monts Craddock et Atkinson à environ dix-sept kilomètres à vol d'oiseau en direction du sud-est, le mont Slaughter à environ douze kilomètres à vol d'oiseau au sud et le glacier Branscomb à l'ouest qui alimente le glacier Nimitz situé au sud-ouest et au sud.
L'Antarctique n'appartenant à aucun pays en vertu du traité sur l'Antarctique de 1959, il n'existe ni administration, ni découpage territorial sur ce continent. Néanmoins, le massif Vinson est inclus dans le Territoire chilien de l'Antarctique, un des secteurs revendiqués par sept pays.

### Topographie

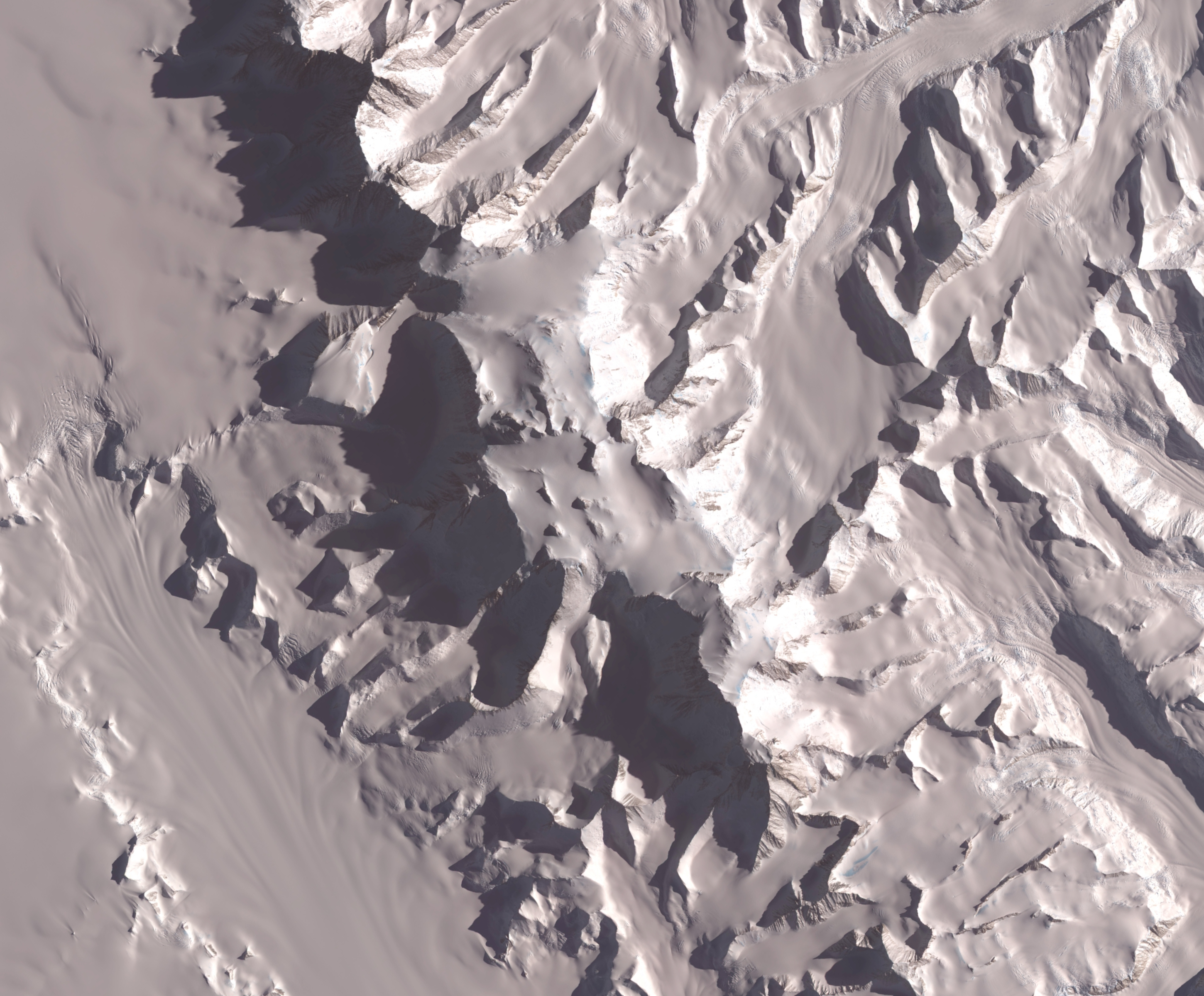
Image satellite du massif Vinson avec le mont Vinson au nord du plateau sommital, le glacier Nimitz en bas à gauche, le glacier Dater en haut à droite et le glacier Thomas en bas à droite.

Le massif Vinson culmine à 4 892 mètres d'altitude au mont Vinson proprement dit, selon une mesure effectuée sur place en 2004 soit à environ 2 400 mètres au-dessus de l'inlandsis qui s'étend à l'ouest. Auparavant, d'autres altitudes variant de 4 897 à 5 227 mètres étaient mentionnées dans différentes sources,,,. Cette altitude fait de cette montagne le point culminant de l'Antarctique,,,, l'incluant dans la liste des sept sommets,. Il est le sixième sommet au monde en ce qui concerne l'isolation topographique : la montagne plus élevée la plus proche est le Cerro Risco Plateado situé en Argentine, à 4 911 kilomètres à vol d'oiseau en direction du nord-nord-est, avec 4 999 mètres d'altitude.
Le massif Vinson s'étend sur environ vingt-et-un kilomètres de longueur pour environ treize kilomètres de largeur,,. Il est constitué d'une partie sommitale relativement peu pentue formant un plateau recouvert de glace d'où émergent des pics pyramidaux et des arêtes,. De ce plateau partent de nombreuses arêtes qui délimitent des vallées encaissées occupées par des glaciers. C'est le cas du glacier Vinson situé au nord, du glacier Branscomb situé à l'ouest, du glacier Dater situé à l'est ou encore de la vallée séparant les monts Craddock et Atkinson du reste du massif et débouchant sur le glacier Nimitz au sud. Le massif Vinson est délimité au nord par le col Vinson-Shinn, à l'est par les vallées des glaciers Dater et Thomas, au sud par l'arête formant les monts Craddock et Atkinson et à l'ouest par le glacier Nimitz. Le mont Vinson, le point culminant du massif Vinson, est situé à la limite nord du plateau sommital du massif. Il est formé d'une arête rocheuse dépassant de la glace et dominant le glacier Vinson situé au nord,,.

### Hydrographie
Le climat polaire qui affecte le massif Vinson est caractérisé par sa sécheresse et des températures négatives. Dans ces conditions climatiques, les trois centimètres de précipitations annuelles se font intégralement sous forme de neige si bien que l'eau liquide est inexistante tout au long de l'année. Au fil des dépôts successifs, cette neige se tasse, se compacte, expulse l'air qu'elle renferme et se transforme en glace qui forme alors des glaciers. Ces glaciers suivent la topographie et progressent dans les vallées qui entaillent les flancs de la montagne. Ainsi, le glacier Vinson qui occupe la face nord de la montagne débouche sur le col Vinson-Shinn et alimente d'une part le glacier Branscomb qui s'écoule sur la face ouest du massif Vinson en direction du glacier Nimitz et d'autre part le glacier Crosswell qui rejoint le courant glaciaire Rutford via le glacier Ellen. Les glaces s'écoulant de la face sud du massif Vinson rejoignent quant à elles le glacier Branscomb.

### Géologie

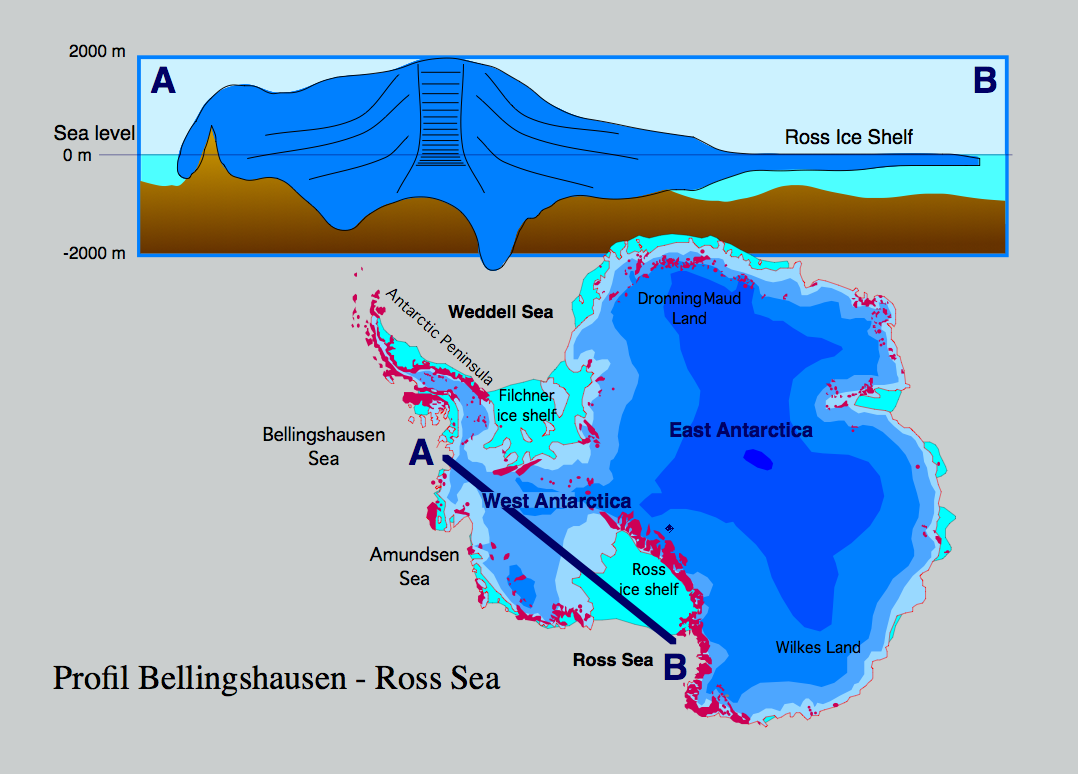
Coupe générale de l'Antarctique qui permet de mieux comprendre la singularité de ce continent.

Le massif Vinson, de même que le reste du massif Sentinel, est formé de quartzite, des roches cristallines très dures qui lui permettent de résister relativement bien à l'érosion,. Ces roches forment une couche de 2 600 à 3 400 mètres d'épaisseur datant du Cambrien au Dévonien et appelée Crashite Group,. Ces quartzites font partie de la formation des nunataks Howard qui composent la partie occidentale du massif, de la formation du mont Liptak qui compose les parties centrales, dont le mont Vinson, et extrême-orientales du massif et de la formation du mont Wyatt Earp qui compose la partie orientale du massif. Ces formations sont âgées d'environ 146 à 177 millions d'années.
Après la dislocation du Gondwana aboutissant à la séparation de l'Antarctique de l'Amérique du Sud et de l'Afrique, le bloc des monts Ellsworth-Whitmore se soulève au début du Crétacé en même temps que la mer de Weddell s'ouvre,,. Ce soulèvement s'accompagne d'une forte érosion qui aboutit à l'ablation de terrains sur une épaisseur de plus de quatre kilomètres. Au début du Tertiaire, la chaîne de montagne aurait connu un nouvel épisode de surrection qui aurait affecté plus fortement la partie occidentale des montagnes en les soulevant de près de trois kilomètres. Par la suite, les vallées actuelles se sont formées par érosion fluviale puis ont été englacées jusqu'à aujourd'hui du fait du climat mondial et de la dérive des continents qui a entraîné l'Antarctique vers le pôle Sud,.

### Climat
L'intégralité de l'Antarctique est soumise à un climat polaire. Durant l'été austral et par temps dégagé, la température peut descendre jusqu'à −35 °C au sommet du massif Vinson et en deçà en cas de blizzard qui est fréquent. Les précipitations, qui se font toutes sous forme de neige, sont très faibles : dans l'intérieur des terres, il ne tombe que trois centimètres de précipitations par an.

### Faune et flore
En raison du climat polaire présent en Antarctique, la vie ne peut vraiment se développer que sur les 2 % de terres libres de glace situées en majorité sur les côtes. Néanmoins, des lichens ont été retrouvés à moins de 400 kilomètres du pôle Sud ce qui n'exclut pas qu'il en existe sur les roches à l'air libre du massif Vinson. La faune est en revanche totalement absente puisque l'animal retrouvé le plus au sud est un acarien récupéré à 85° de latitude sud.

## Histoire
Le massif Vinson est découvert au cours de l'année géophysique internationale, le 12 janvier 1958,, lors d'un survol de reconnaissance de la région par un avion de l'aéronavale américaine parti de la station Byrd, et piloté par Charles Bentley,. Il est alors nommé en l'honneur de Carl Vinson, homme politique américain et fervent défenseur de l'exploration de l'Antarctique entre 1935 et 1961,,. Les monts Ellsworth auxquels appartient le massif Vinson avaient déjà été découverts en partie le 23 novembre 1935 par Lincoln Ellsworth, un aviateur américain, qui a nommé quelques sommets dans le nord de la chaîne mais sans apercevoir les plus hauts sommets situés plus au sud.
Le secteur est alors cartographié grâce à des prises de vues aériennes réalisées le 14 décembre 1959. Des équipes de géologues partent ensuite sur le terrain afin d'échantillonner les roches des différentes montagnes comme en décembre 1959, durant les étés australs de 1961-1962, 1962-1963, 1963-1964, 1966-1967 et 1974-1975, cette dernière expédition étant le fait de Norvégiens contrairement aux autres qui étaient composées d'Américains dont Campbell Craddock. Ces expéditions ont permis d'établir le lien entre la nature des roches très résistantes, l'érosion glaciaire et la topographie qui en résulte.
Le massif Vinson est gravi lors de sa première tentative d'ascension le 18 décembre 1966 par Nicholas Clinch et trois autres alpinistes sponsorisés par le Club alpin américain. Ils atteignent le sommet à 11 h 30 et profitent de cette ascension pour gravir le mont Tyree, le mont Shinn et le mont Gardner les jours suivants. Durant l'été austral 1979-1980, une expédition américaine comprenant deux Allemands et un Soviétique atteignent le sommet du massif Vinson où ils plantent un drapeau rouge accroché à un bâton de ski. Ce repère servira à réévaluer l'altitude de la montagne en la faisant passer de 5 140 à 4 897 mètres d'altitude. Depuis l'été austral de 1983-1984, le mont Vinson est gravi chaque année par des alpinistes qui transitent par la base de Patriot Hills. Ainsi, entre sa première ascension et 2007, environ 1 100 personnes ont gravi le massif Vinson.

## Ascension

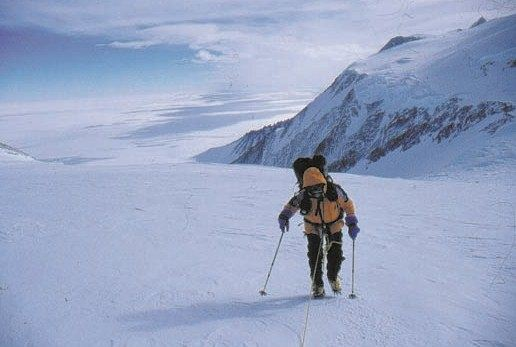
L'ascension du massif Vinson en 2000 par un alpiniste situé sur le glacier Branscomb.

L'ascension du massif Vinson n'est pas considérée comme difficile au niveau technique mais elle est rendue délicate en raison des conditions climatiques polaires,,. Les alpinistes désirant gravir la montagne doivent cependant avoir une certaine expérience en alpinisme, y compris en milieu glaciaire nécessitant l'usage de crampons, de piolets et de l'encordement,. La meilleure période de l'année pour gravir le massif Vinson est l'été austral soit les mois de décembre, janvier et février. En effet, en cas de temps dégagé, la température dans les tentes varie de 0 °C à −10 °C tandis qu'elle peut chuter jusqu'à −35 °C au sommet de la montagne et bien plus en cas de blizzard, phénomène fréquent. La seule formalité administrative à effectuer est l'obtention des formulaires autorisant un séjour en Antarctique. Chaque année depuis 1984, des dizaines d'alpinistes gravissent la montagne grâce à Adventure Network International, l'unique organisme privé qui organise une telle expédition,,. Ainsi, entre la première ascension en 1966 et 2007, environ 1 100 personnes ont pu gravir le massif Vinson.
Le voyage débute à Punta Arenas dans le Sud du Chili où les alpinistes empruntent durant 4 h 30 un avion-cargo en direction de la base de Patriot Hills située entre le massif Vinson et le pôle Sud,,,,. De là, un second vol les dépose à l'ouest du massif Sentinel, à la limite de l'inlandsis et au pied du massif Vinson,,. Depuis le camp de base installé à environ 2 200 mètres d'altitude au pied de la montagne, l'ascension peut prendre de deux à quinze jours selon les conditions météorologiques avec une moyenne de cinq à neuf jours pour un aller-retour pour un dénivelé d'environ 2 700 mètres,. Les nuits ou les jours de repos sont alors passés dans différents camps de base dont seulement deux, le Low Camp et le High Camp, sont utilisés aujourd'hui,. L'ascension peut se faire selon différents itinéraires mais la plupart des alpinistes empruntent la « Voie normale »,.
Cette voie débute au camp de base qui se trouve à l'ouest du massif Vinson, sur l'inlandsis,, à environ 2 200 mètres d'altitude. La première étape consiste à rejoindre le Low Camp situé à 2 900 mètres d'altitude et à neuf kilomètres de distance, soit environ quatre heures de marche via le glacier Branscomb,. Au cours de cette première étape, la pente est relativement faible ce qui permet aux alpinistes de s'habituer doucement à l'ascension mais en raison de la présence de crevasses, elle doit se faire encordée. La nuit et la journée suivante sont alors passées à ce camp afin de s'acclimater à l'altitude. La seconde partie de l'ascension se fait dans des conditions plus difficiles puisque le High Camp, situé 1 200 mètres plus haut, soit 4 000 mètres d'altitude, ne peut être rejoint, sur quatre kilomètres, que par des pentes à 45°. Après environ cinq heures d'ascension aidée par des cordes fixes, le camp est généralement atteint et occupé la journée suivante, toujours afin de s'acclimater à l'altitude. Pour rejoindre le sommet, il ne reste alors plus que 900 mètres de dénivelé répartis sur quatorze kilomètres soit de dix à quatorze heures de marche. La progression se fait sur le glacier Vinson via le col séparant le massif Vinson du mont Shinn. La fin du parcours est marquée par l'ascension d'une forte pente de glace suivie d'une barre rocheuse,. Là, marquant le sommet, se dresse le bâton de ski planté en 1979-1980 par une expédition américaine et entouré de neige formant un monticule. La descente jusqu'au camp de base ne prend ensuite qu'une journée depuis le High Camp et les alpinistes sont acheminés en direction de Punta Arenas.